# کتاب مینیاتوری
کتاب مینیاتوری یک کتاب بسیار کوچک است. استانداردهای آنچه که ممکن است کتاب مینیاتوری نامیده شود نه یک کتاب کوچک، در طول زمان تغییر کرده‌است. امروزه اکثر کلکسیون داران به ویژه در ایالات متحده، کتابی را مینیاتوری می‌دانند که ارتفاع، عرض و ضخامت ۳ اینچ یا کوچکتر داشته باشد. بسیاری از کلکسیونرها کتابهای قرن نوزدهم و پیش از ۴ اینچ را در دسته مینیاتوری قرار می‌دهند. کتاب دارای کمتر از ۳–۴ اینچ در تمام ابعاد به نام کتاب ماکرو مینیاتور نامیده می‌شود. کتابهایی که کمتر از ۱ اینچ در همه ابعاد هستند، کتابهای میکرو مینیاتوری نامیده می‌شود. کتابهایی که کمتر از ۱/۴ اینچ در ابعاد مختلف هستند، به عنوان کتابهای ultra-microminiature شناخته می‌شوند.

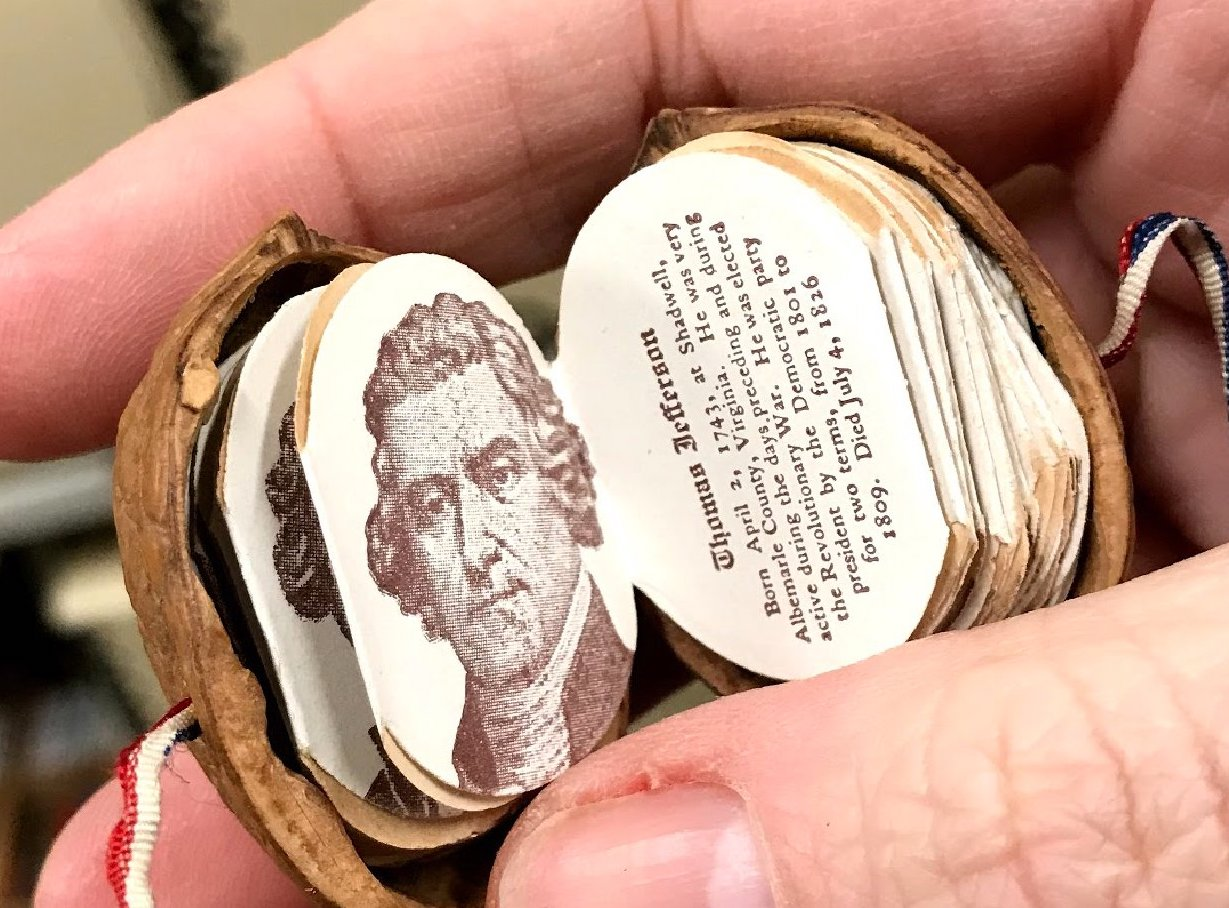
کتاب تاریخ ایالات متحده و رئیس جمهوران آن ، ۱۹۰۴

## تاریخ
کتابهای مینیاتوری خیلی قدیمی هستند؛ بسیاری از مجموعه‌ها حاوی کتابهای خط میخی و کتابهای قرون قرون وسطایی میناتوری هستند. چاپخانه دارها مدت کوتاهی پس از ابداع تکنولوژی چاپ، به این موضوع توجه کردند و حدود ۲۰۰ کتاب مینیاتوری در قرن شانزدهم چاپ شد. نمونه‌های نفیس از قرن هفدهم فراوانند. در قرن نوزدهم، نوآوری‌های تکنولوژیکی در چاپ باعث ایجاد نوع کوچکتر و کوچکتر شدند. در سال‌های قرن نوزدهم افزوده‌های هنری و محبوب با هم رشد کردند. امروزه، کتاب‌های مینیاتوری، هم به عنوان آثار هنری خوب و هم به عنوان محصولات تجاری موجود در کتاب فروشی‌های زنجیره ای تولید می‌شوند.
برخی از انواع محبوب مینیاتوری از دوره‌های مختلف عبارتند از: کتاب مقدس، دائرةالمعارف‌ها، لغت نامه‌ها، واژه‌نامه‌های دو زبانه، داستان کوتاه، آشعار، سخنرانی‌های مشهور، تبلیغات سیاسی، راهنماهای سفر، کتاب‌های سالنما، داستان‌های کودکان و کتابهای مینیاتوری شناخته شده مانند The Compleat Angler، هنر رزم و داستان شرلوک هولمز.